# Zgromadzenie Ustawodawcze Australijskiego Terytorium Stołecznego
Zgromadzenie Ustawodawcze Australijskiego Terytorium Stołecznego (Australian Capital Territory Legislative Assembly) – główny organ władzy ustawodawczej w Australijskim Terytorium Stołecznym (ACT). Liczy 17 członków, wybieranych na czteroletnią kadencję z zastosowaniem ordynacji wyborczej opartej na zasadzie pojedynczego głosu przechodniego. Deputowani wyłaniani są w trzech wielomandatowych okręgach wyborczych, z których jeden wystawia 7 członków Zgromadzenia, a pozostałe dwa po dwóch.
Zgromadzenie powstało w roku 1988, gdy ACT uzyskało stopień samorządności zbliżony do tego, jakim cieszy się Terytorium Północne. Wcześniej ACT było zarządzane bezpośrednio przez rząd federalny, zaś wybierana przez mieszkańców stolicy Izba Zgromadzenia (House of Assembly) miała tylko głos doradczy.
Zgromadzenie wybiera spośród siebie szefa ministrów ACT, sprawującego faktyczne kierownictwo nad egzekutywą terytorium. Formalnie rola ta przypisana jest gubernatorowi generalnemu Australii, który z urzędu jest administratorem ACT, jednak nie ma przypisanych żadnych konkretnych kompetencji w systemie politycznym Terytorium (choćby nawet symbolicznych, jak to się dzieje w przypadku gubernatorów australijskich stanów).
W przeciwieństwie do stanów, ACT (podobnie jak Terytorium Północne) nie posiada konstytucyjnie zastrzeżonych sfer wyłącznej kompetencji, co sprawia, iż akty Zgromadzenia mogą być uchylane przez władze federalne. Decyzję taką może podjąć albo parlament federalny albo gubernator generalny działający na wniosek rządu federalnego. W praktyce tego rodzaju uchylenia są stosowane bardzo rzadko, jednak nie zaprzestano całkowicie ich stosowania. Właśnie przy pomocy tej procedury rząd federalny zablokował w 2006 zalegalizowanie w ACT quasi-małżeństw przeznaczonych przede wszystkim dla homoseksualistów, tzw. związków obywatelskich, których wprowadzenie byłoby precedensem w skali całej Australii.

## Galeria

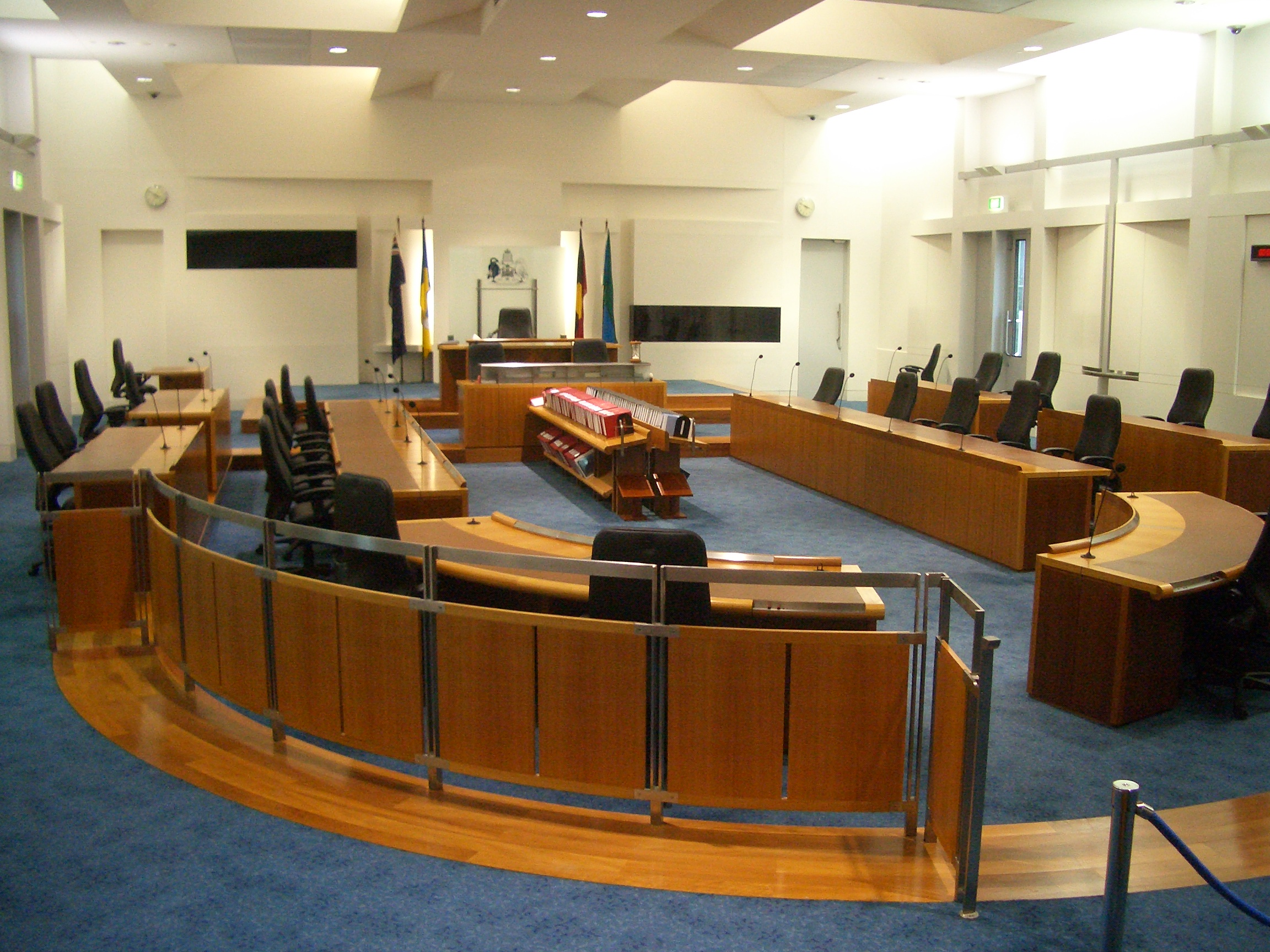
Sala posiedzeń